# Plectorecurvoididae
Plectorecurvoididae es una familia de foraminíferos bentónicos de la superfamilia Recurvoidoidea, del suborden Lituolina y del orden Lituolida. Su rango cronoestratigráfico abarca el Cretácico inferior.

## Discusión
Clasificaciones previas incluían Plectorecurvoididaeen la superfamilia Spiroplectamminoidea, así como en el suborden Textulariina del orden Textulariida, o en el orden Lituolida sin diferenciar el Suborden Lituolina.

## Clasificación
Plectorecurvoididae incluye a los siguientes géneros:
- Plectorecurvoides †
- Pokornyammina †

Otro género considerado en Plectorecurvoididae es:
- Globivalvulinella †, aceptado como Plectorecurvoides